# Svetovni pokal v smučarskih skokih 2021
Svetovni pokal v smučarskih skokih 2020/21 je dvainštirideseta sezona svetovnega pokala v smučarskih skokih za moške, uradno štiriindvajseta sezona svetovnega pokala v smučarskih poletih in deseta sezona za ženske. Za skakalce se je začela 22. novembra 2020 v Wisłi in končala 28. marca 2021 v Planici, za skakalke pa se je začela 18. decembra 2020 v Ramsauju in končala 28. marca 2021 v Čajkovskem. Zlati globus za skupno zmago v svetovnem pokalu sta osvojila Halvor Egner Granerud med skakalci in Nika Križnar med skakalkami.

## Moški

### Koledar

#### Posamične tekme
| Št.sk.                                                                   | Št.sz.                                                                   | Datum                                                                    | Prizorišče                                                               | Skakalnica                                                               | Št.                                                                      | Zmagovalec                                                  | Drugi                                                       | Tretji                                                      | Rumena majica                                               | Vir    |
| ------------------------------------------------------------------------ | ------------------------------------------------------------------------ | ------------------------------------------------------------------------ | ------------------------------------------------------------------------ | ------------------------------------------------------------------------ | ------------------------------------------------------------------------ | ----------------------------------------------------------- | ----------------------------------------------------------- | ----------------------------------------------------------- | ----------------------------------------------------------- | ------ |
| 1003                                                                     | 1                                                                        | 22. november 2020                                                        | Wisła                                                                    | Malinka HS134 (nočna)                                                    | LH 718                                                                   | Markus Eisenbichler                                         | Karl Geiger                                                 | Daniel Huber                                                | Markus Eisenbichler                                         | [ 3 ]  |
| 1004                                                                     | 2                                                                        | 28. november 2020                                                        | Ruka                                                                     | Rukatunturi HS142 (nočna)                                                | LH 719                                                                   | Markus Eisenbichler                                         | Piotr Żyła                                                  | Dawid Kubacki                                               | Markus Eisenbichler                                         | [ 4 ]  |
| 1005                                                                     | 3                                                                        | 29. november 2020                                                        | Ruka                                                                     | Rukatunturi HS142 (nočna)                                                | LH 720                                                                   | Halvor Egner Granerud                                       | Markus Eisenbichler                                         | Dawid Kubacki                                               | Markus Eisenbichler                                         | [ 5 ]  |
| 1006                                                                     | 4                                                                        | 5. december 2020                                                         | Nižni Tagil                                                              | Tramplin Stork HS134 (nočna)                                             | LH 721                                                                   | Halvor Egner Granerud                                       | Daniel Huber                                                | Robert Johansson                                            | Halvor Egner Granerud                                       | [ 6 ]  |
| 1007                                                                     | 5                                                                        | 6. december 2020                                                         | Nižni Tagil                                                              | Tramplin Stork HS134 (nočna)                                             | LH 722                                                                   | Halvor Egner Granerud                                       | Robert Johansson                                            | Marius Lindvik                                              | Halvor Egner Granerud                                       | [ 7 ]  |
| Svetovno prvenstvo v smučarskih poletih 2020 (11.–13. december)          |                                                                          |                                                                          |                                                                          |                                                                          |                                                                          |                                                             |                                                             |                                                             |                                                             |        |
| 1008                                                                     | 6                                                                        | 19. december 2020                                                        | Engelberg                                                                | Gross-Titlis-Schanze HS140 (nočna)                                       | LH 723                                                                   | Halvor Egner Granerud                                       | Kamil Stoch                                                 | Anže Lanišek                                                | Halvor Egner Granerud                                       | [ 8 ]  |
| 1009                                                                     | 7                                                                        | 20. december 2020                                                        | Engelberg                                                                | Gross-Titlis-Schanze HS140 (nočna)                                       | LH 724                                                                   | Halvor Egner Granerud                                       | Markus Eisenbichler                                         | Piotr Żyła                                                  | Halvor Egner Granerud                                       | [ 9 ]  |
| 1010                                                                     | 8                                                                        | 29. december 2020                                                        | Oberstdorf                                                               | Schattenbergschanze HS137 (nočna)                                        | LH 725                                                                   | Karl Geiger                                                 | Kamil Stoch                                                 | Marius Lindvik                                              | Halvor Egner Granerud                                       | [ 10 ] |
| 1011                                                                     | 9                                                                        | 1. januar 2021                                                           | Garmisch-Partenkirchen                                                   | Große Olympiaschanze HS142                                               | LH 726                                                                   | Dawid Kubacki                                               | Halvor Egner Granerud                                       | Piotr Żyła                                                  | Halvor Egner Granerud                                       | [ 11 ] |
| 1012                                                                     | 10                                                                       | 3. januar 2021                                                           | Innsbruck                                                                | Bergiselschanze HS128                                                    | LH 727                                                                   | Kamil Stoch                                                 | Anže Lanišek                                                | Dawid Kubacki                                               | Halvor Egner Granerud                                       | [ 12 ] |
| 1013                                                                     | 11                                                                       | 6. januar 2021                                                           | Bischofshofen                                                            | Paul-Ausserleitner-Schanze HS142 (nočna)                                 | LH 728                                                                   | Kamil Stoch                                                 | Marius Lindvik                                              | Karl Geiger                                                 | Halvor Egner Granerud                                       | [ 13 ] |
| 69. Turneja štirih skakalnic skupno (29. december 2020 – 6. januar 2021) | 69. Turneja štirih skakalnic skupno (29. december 2020 – 6. januar 2021) | 69. Turneja štirih skakalnic skupno (29. december 2020 – 6. januar 2021) | 69. Turneja štirih skakalnic skupno (29. december 2020 – 6. januar 2021) | 69. Turneja štirih skakalnic skupno (29. december 2020 – 6. januar 2021) | 69. Turneja štirih skakalnic skupno (29. december 2020 – 6. januar 2021) | Kamil Stoch                                                 | Karl Geiger                                                 | Dawid Kubacki                                               |                                                             | [ 14 ] |
| 1014                                                                     | 12                                                                       | 9. januar 2021                                                           | Titisee-Neustadt                                                         | Hochfirstschanze HS142 (nočna)                                           | LH 729                                                                   | Kamil Stoch                                                 | Halvor Egner Granerud                                       | Piotr Żyła                                                  | Halvor Egner Granerud                                       | [ 15 ] |
| 1015                                                                     | 13                                                                       | 10. januar 2021                                                          | Titisee-Neustadt                                                         | Hochfirstschanze HS142 (nočna)                                           | LH 730                                                                   | Halvor Egner Granerud                                       | Daniel-André Tande                                          | Stefan Kraft                                                | Halvor Egner Granerud                                       | [ 16 ] |
| 1016                                                                     | 14                                                                       | 17. januar 2021                                                          | Zakopane                                                                 | Wielka Krokiew HS140 (nočna)                                             | LH 731                                                                   | Marius Lindvik                                              | Anže Lanišek                                                | Robert Johansson                                            | Halvor Egner Granerud                                       | [ 17 ] |
| 1017                                                                     | 15                                                                       | 24. januar 2021                                                          | Lahti                                                                    | Salpausselkä HS130                                                       | LH 732                                                                   | Robert Johansson                                            | Markus Eisenbichler                                         | Karl Geiger                                                 | Halvor Egner Granerud                                       | [ 18 ] |
| kvalifikacije                                                            | kvalifikacije                                                            | 29. januar 2021                                                          | Willingen                                                                | Mühlenkopfschanze HS147 (nočna)                                          | LH Qro                                                                   | Andrzej Stękała                                             | Halvor Egner Granerud                                       | Markus Eisenbichler                                         | kvalifikacijska serija                                      | [ 19 ] |
| 1018                                                                     | 16                                                                       | 30. januar 2021                                                          | Willingen                                                                | Mühlenkopfschanze HS147 (nočna)                                          | LH 733                                                                   | Halvor Egner Granerud                                       | Daniel-André Tande                                          | Kamil Stoch                                                 | Halvor Egner Granerud                                       | [ 20 ] |
| kvalifikacije                                                            | kvalifikacije                                                            | 31. januar 2021                                                          | Willingen                                                                | Mühlenkopfschanze HS147 (nočna)                                          | LH Qro                                                                   | odpovedano zaradi močnega vetra                             | odpovedano zaradi močnega vetra                             | odpovedano zaradi močnega vetra                             | kvalifikacijska serija                                      |        |
| 1019                                                                     | 17                                                                       | 31. januar 2021                                                          | Willingen                                                                | Mühlenkopfschanze HS147 (nočna)                                          | LH 734                                                                   | Halvor Egner Granerud                                       | Piotr Żyła                                                  | Markus Eisenbichler                                         | Halvor Egner Granerud                                       | [ 21 ] |
| 4. Willingen 6 skupno (29.–31. januar)                                   | 4. Willingen 6 skupno (29.–31. januar)                                   | 4. Willingen 6 skupno (29.–31. januar)                                   | 4. Willingen 6 skupno (29.–31. januar)                                   | 4. Willingen 6 skupno (29.–31. januar)                                   | 4. Willingen 6 skupno (29.–31. januar)                                   | Halvor Egner Granerud                                       | Daniel-André Tande                                          | Markus Eisenbichler                                         |                                                             | [ 22 ] |
| 1020                                                                     | 18                                                                       | 6. februar 2021                                                          | Klingenthal                                                              | Vogtland Arena HS140                                                     | LH 735                                                                   | Halvor Egner Granerud                                       | Kamil Stoch                                                 | Bor Pavlovčič                                               | Halvor Egner Granerud                                       | [ 23 ] |
| 1021                                                                     | 19                                                                       | 7. februar 2021                                                          | Klingenthal                                                              | Vogtland Arena HS140                                                     | LH 736                                                                   | Halvor Egner Granerud                                       | Bor Pavlovčič                                               | Markus Eisenbichler                                         | Halvor Egner Granerud                                       | [ 24 ] |
| 1022                                                                     | 20                                                                       | 13. februar 2021                                                         | Zakopane                                                                 | Wielka Krokiew HS140                                                     | LH 737                                                                   | Rjoju Kobajaši                                              | Andrzej Stękała                                             | Marius Lindvik                                              | Halvor Egner Granerud                                       | [ 25 ] |
| 1023                                                                     | 21                                                                       | 14. februar 2021                                                         | Zakopane                                                                 | Wielka Krokiew HS140                                                     | LH 738                                                                   | Halvor Egner Granerud                                       | Anže Lanišek                                                | Robert Johansson                                            | Halvor Egner Granerud                                       | [ 26 ] |
| 1024                                                                     | 22                                                                       | 19. februar 2021                                                         | Râșnov                                                                   | Trambulina Valea Cărbunării HS97                                         | NH 159                                                                   | Rjoju Kobajaši                                              | Kamil Stoch                                                 | Karl Geiger                                                 | Halvor Egner Granerud                                       | [ 27 ] |
| Svetovno prvenstvo v nordijskem smučanju 2021 (22. februar – 7. marec)   |                                                                          |                                                                          |                                                                          |                                                                          |                                                                          |                                                             |                                                             |                                                             |                                                             |        |
| 1025                                                                     | 23                                                                       | 25. marec 2021                                                           | Planica                                                                  | Letalnica bratov Gorišek HS240                                           | FH 128                                                                   | Rjoju Kobajaši                                              | Markus Eisenbichler                                         | Karl Geiger                                                 | Halvor Egner Granerud                                       | [ 28 ] |
| kvalifikacije                                                            | kvalifikacije                                                            | 26. marec 2021                                                           | Planica                                                                  | Letalnica bratov Gorišek HS240                                           | FH Qro                                                                   | odpovedano zaradi močnega vetra                             | odpovedano zaradi močnega vetra                             | odpovedano zaradi močnega vetra                             | kvalifikacijska serija                                      |        |
| 1026                                                                     | 24                                                                       | 26. marec 2021                                                           | Planica                                                                  | Letalnica bratov Gorišek HS240                                           | FH 129                                                                   | Karl Geiger                                                 | Rjoju Kobajaši                                              | Bor Pavlovčič                                               | Halvor Egner Granerud                                       | [ 29 ] |
| ekipno                                                                   | ekipno                                                                   | 27. marec 2021                                                           | Planica                                                                  | Letalnica bratov Gorišek HS240                                           | FH cnx                                                                   | odpovedano zaradi močnega vetra. Nadomeščeno 28. marca 2021 | odpovedano zaradi močnega vetra. Nadomeščeno 28. marca 2021 | odpovedano zaradi močnega vetra. Nadomeščeno 28. marca 2021 | odpovedano zaradi močnega vetra. Nadomeščeno 28. marca 2021 |        |
| ekipno                                                                   | ekipno                                                                   | 28. marec 2021                                                           | Planica                                                                  | Letalnica bratov Gorišek HS240                                           | FH 024                                                                   | Halvor Egner Granerud                                       | Daniel Huber                                                | Markus Eisenbichler                                         | 1 serija ekipne tekme                                       | [ 30 ] |
| 1027                                                                     | 25                                                                       | 28. marec 2021                                                           | Planica                                                                  | Letalnica bratov Gorišek HS240                                           | FH 130                                                                   | Karl Geiger                                                 | Rjoju Kobajaši                                              | Markus Eisenbichler                                         | Halvor Egner Granerud                                       | [ 31 ] |
| 3. Planica7 skupno (24.–28. marec)                                       | 3. Planica7 skupno (24.–28. marec)                                       | 3. Planica7 skupno (24.–28. marec)                                       | 3. Planica7 skupno (24.–28. marec)                                       | 3. Planica7 skupno (24.–28. marec)                                       | 3. Planica7 skupno (24.–28. marec)                                       | Karl Geiger                                                 | Rjoju Kobajaši                                              | Markus Eisenbichler                                         |                                                             | [ 32 ] |

#### Ekipne tekme
| Št.sk.                                                                 | Št.sz. | Datum             | Prizorišče | Skakalnica                     | Št.    | Zmagovalci                                                                       | Drugi                                                                         | Tretji                                                                           | Rumena majica                                               | Vir    |
| ---------------------------------------------------------------------- | ------ | ----------------- | ---------- | ------------------------------ | ------ | -------------------------------------------------------------------------------- | ----------------------------------------------------------------------------- | -------------------------------------------------------------------------------- | ----------------------------------------------------------- | ------ |
| 108                                                                    | 1      | 21. november 2020 | Wisła      | Malinka HS134 (nočna)          | LH 083 | AvstrijaMichael Hayböck · Philipp Aschenwald · Daniel Huber · Stefan Kraft ·     | NemčijaConstantin Schmid · Pius Paschke · Karl Geiger · Markus Eisenbichler · | PoljskaPiotr Żyła Klemens Murańka Dawid Kubacki Kamil Stoch                      | Avstrija                                                    | [ 33 ] |
| Svetovno prvenstvo v smučarskih poletih 2020 (11.–13. december)        |        |                   |            |                                |        |                                                                                  |                                                                               |                                                                                  |                                                             |        |
| 109                                                                    | 2      | 16. januar 2021   | Zakopane   | Wielka Krokiew HS140 (nočna)   | LH 084 | AvstrijaMichael Hayböck · Jan Hörl · Philipp Aschenwald · Daniel Huber ·         | PoljskaPiotr Żyła Kamil Stoch Andrzej Stękała Dawid Kubacki                   | NorveškaDaniel-André Tande Halvor Egner Granerud Marius Lindvik Robert Johansson | Poljska                                                     | [ 34 ] |
| 110                                                                    | 3      | 23. januar 2021   | Lahti      | Salpausselkä HS130 (nočna)     | LH 085 | NorveškaMarius Lindvik Daniel-André Tande Robert Johansson Halvor Egner Granerud | PoljskaPiotr Żyła Andrzej Stękała Kamil Stoch Dawid Kubacki                   | NemčijaPius Paschke · Martin Hamann · Markus Eisenbichler · Karl Geiger ·        | Norveška                                                    | [ 35 ] |
| Svetovno prvenstvo v nordijskem smučanju 2021 (22. februar – 7. marec) |        |                   |            |                                |        |                                                                                  |                                                                               |                                                                                  |                                                             |        |
|                                                                        |        | 27. marec 2021    | Planica    | Letalnica bratov Gorišek HS240 | FH cnx | odpovedano zaradi močnega vetra. Nadomeščeno 28. marca 2021                      | odpovedano zaradi močnega vetra. Nadomeščeno 28. marca 2021                   | odpovedano zaradi močnega vetra. Nadomeščeno 28. marca 2021                      | odpovedano zaradi močnega vetra. Nadomeščeno 28. marca 2021 |        |
| 111                                                                    | 4      | 28. marec 2021    | Planica    | Letalnica bratov Gorišek HS240 | FH 024 | NemčijaPius Paschke · Constantin Schmid · Markus Eisenbichler · Karl Geiger ·    | JaponskaNaoki Nakamura Džunširo Kobajaši Jukija Sato Rjoju Kobajaši           | AvstrijaDaniel Huber · Markus Schiffner · Stefan Kraft · Michael Hayböck ·       | Norveška                                                    | [ 36 ] |

### Razvrstitve
| Uvr. | po 25 tekmah          | Točke |
| ---- | --------------------- | ----- |
|      | Halvor Egner Granerud | 1572  |
| 2    | Markus Eisenbichler   | 1190  |
| 3    | Kamil Stoch           | 955   |
| 4    | Rjoju Kobajaši        | 919   |
| 5    | Robert Johansson      | 884   |
| 6    | Karl Geiger           | 826   |
| 7    | Piotr Żyła            | 825   |
| 8    | Dawid Kubacki         | 786   |
| 9    | Anže Lanišek          | 775   |
| 10   | Marius Lindvik        | 612   |

| Uvr. | po 30 tekmah | Točke |
| ---- | ------------ | ----- |
|      | Norveška     | 5429  |
| 2    | Poljska      | 4738  |
| 3    | Nemčija      | 4361  |
| 4    | Avstrija     | 3522  |
| 5    | Slovenija    | 3235  |
| 6    | Japonska     | 3111  |
| 7    | Rusija       | 591   |
| 8    | Švica        | 508   |
| 9    | Finska       | 340   |
| 10   | Kanada       | 116   |

| Uvr. | po 33 nagradah        | CHF     |
| ---- | --------------------- | ------- |
| 1    | Halvor Egner Granerud | 207.100 |
| 2    | Markus Eisenbichler   | 144.550 |
| 3    | Kamil Stoch           | 138.950 |
| 4    | Karl Geiger           | 119.900 |
| 5    | Robert Johansson      | 106.400 |
| 6    | Rjoju Kobajaši        | 102.150 |
| 7    | Piotr Żyła            | 100.950 |
| 8    | Dawid Kubacki         | 100.100 |
| 9    | Daniel-André Tande    | 84.800  |
| 10   | Anže Lanišek          | 82.500  |

| Uvr. | po 3 tekmah         | Točke |
| ---- | ------------------- | ----- |
|      | Karl Geiger         | 260   |
| 2    | Rjoju Kobajaši      | 260   |
| 3    | Markus Eisenbichler | 172   |
| 4    | Bor Pavlovčič       | 141   |
| 5    | Domen Prevc         | 132   |
| 6    | Daniel Huber        | 114   |
| 7    | Robert Johansson    | 110   |
| 8    | Jukija Sato         | 109   |
| 9    | Michael Hayböck     | 94    |
| 10   | Piotr Żyła          | 82    |

| Uvr. | po 4 tekmah                    | Točke  |
| ---- | ------------------------------ | ------ |
| 1    | Kamil Stoch                    | 1110,6 |
| 2    | Karl Geiger                    | 1062,5 |
| 3    | Dawid Kubacki                  | 1057,8 |
| 4    | Halvor Egner Granerud          | 1057,4 |
| 5    | Piotr Żyła                     | 1037,2 |
| 6    | Rjoju Kobajaši Andrzej Stękała | 1032,5 |
| 8    | Stefan Kraft                   | 1019,1 |
| 9    | Peter Prevc                    | 1018,0 |
| 10   | Daniel Huber                   | 1014,7 |

| Uvr. | po 3 tekmah                   | Točke |
| ---- | ----------------------------- | ----- |
| 1    | Halvor Egner Granerud         | 574,0 |
| 2    | Daniel-André Tande            | 533,0 |
| 3    | Markus Eisenbichler           | 517,4 |
| 4    | Piotr Żyła                    | 512,6 |
| 5    | Dawid Kubacki                 | 503,7 |
| 6    | Bor Pavlovčič                 | 487,6 |
| 7    | Rjoju Kobajaši Marius Lindvik | 482,4 |
| 9    | Kamil Stoch                   | 481,9 |
| 10   | Robert Johansson              | 476,2 |

| \| Uvr. \| po 3 tekmah \| Točke \| \| ---- \| --------------------- \| ----- \| \| 1 \| Karl Geiger \| 902,2 \| \| 2 \| Rjoju Kobajaši \| 894,6 \| \| 3 \| Markus Eisenbichler \| 880,9 \| \| 4 \| Domen Prevc \| 878,4 \| \| 5 \| Bor Pavlovčič \| 876,9 \| \| 6 \| Daniel Huber \| 871,7 \| \| 7 \| Jukija Sato \| 859,3 \| \| 8 \| Robert Johansson \| 848,8 \| \| 9 \| Michael Hayböck \| 829,0 \| \| 10 \| Halvor Egner Granerud \| 827,5 \| |                       |       |
| Uvr. | po 3 tekmah           | Točke |
| 1 | Karl Geiger           | 902,2 |
| 2 | Rjoju Kobajaši        | 894,6 |
| 3 | Markus Eisenbichler   | 880,9 |
| 4 | Domen Prevc           | 878,4 |
| 5 | Bor Pavlovčič         | 876,9 |
| 6 | Daniel Huber          | 871,7 |
| 7 | Jukija Sato           | 859,3 |
| 8 | Robert Johansson      | 848,8 |
| 9 | Michael Hayböck       | 829,0 |
| 10 | Halvor Egner Granerud | 827,5 |

## Ženske

### Koledar

#### Posamične tekme
| Št.sk.                                                                 | Št.sz.                                 | Datum                                  | Prizorišče                             | Skakalnica                             | Št.                                    | Zmagovalka          | Druga         | Tretja              | Rumena majica | Vir    |
| ---------------------------------------------------------------------- | -------------------------------------- | -------------------------------------- | -------------------------------------- | -------------------------------------- | -------------------------------------- | ------------------- | ------------- | ------------------- | ------------- | ------ |
| 152                                                                    | 1                                      | 18. december 2020                      | Ramsau                                 | W90-Mattensprunganlage HS98            | NH 124                                 | Marita Kramer       | Nika Križnar  | Sara Takanaši       | Marita Kramer | [ 41 ] |
| 153                                                                    | 2                                      | 24. januar 2021                        | Ljubno ob Savinji                      | Skakalni center Savina HS94            | NH 125                                 | Eirin Maria Kvandal | Ema Klinec    | Marita Kramer       | Marita Kramer | [ 42 ] |
| 154                                                                    | 3                                      | 30. januar 2021                        | Titisee-Neustadt                       | Hochfirstschanze HS142                 | LH 029                                 | Marita Kramer       | Silje Opseth  | Ema Klinec          | Marita Kramer | [ 43 ] |
| 155                                                                    | 4                                      | 31. januar 2021                        | Titisee-Neustadt                       | Hochfirstschanze HS142                 | LH 030                                 | Marita Kramer       | Sara Takanaši | Silje Opseth        | Marita Kramer | [ 44 ] |
| 156                                                                    | 5                                      | 5. februar 2021                        | Hinzenbach                             | Aigner-Schanze HS90                    | NH 126                                 | Nika Križnar        | Ema Klinec    | Eirin Maria Kvandal | Marita Kramer | [ 45 ] |
| 157                                                                    | 6                                      | 6. februar 2021                        | Hinzenbach                             | Aigner-Schanze HS90                    | NH 127                                 | Sara Takanaši       | Nika Križnar  | Silje Opseth        | Marita Kramer | [ 46 ] |
| 158                                                                    | 7                                      | 7. februar 2021                        | Hinzenbach                             | Aigner-Schanze HS90                    | NH 128                                 | Sara Takanaši       | Nika Križnar  | Silje Opseth        | Marita Kramer | [ 47 ] |
| 159                                                                    | 8                                      | 18. februar 2021                       | Râșnov                                 | Trambulina Valea Cărbunării HS97       | NH 129                                 | Nika Križnar        | Sara Takanaši | Silje Opseth        | Nika Križnar  | [ 48 ] |
| 160                                                                    | 9                                      | 19. februar 2021                       | Râșnov                                 | Trambulina Valea Cărbunării HS97       | NH 130                                 | Sara Takanaši       | Silje Opseth  | Nika Križnar        | Nika Križnar  | [ 49 ] |
| Svetovno prvenstvo v nordijskem smučanju 2021 (22. februar – 7. marec) |                                        |                                        |                                        |                                        |                                        |                     |               |                     |               |        |
| 161                                                                    | 10                                     | 20. marec 2021                         | Nižni Tagil                            | Tramplin Stork HS97                    | NH 131                                 | Marita Kramer       | Sara Takanaši | Nika Križnar        | Sara Takanaši | [ 50 ] |
| 162                                                                    | 11                                     | 21. marec 2021                         | Nižni Tagil                            | Tramplin Stork HS97                    | NH 132                                 | Marita Kramer       | Nika Križnar  | Sara Takanaši       | Nika Križnar  | [ 51 ] |
| 163                                                                    | 12                                     | 26. marec 2021                         | Čajkovski                              | Snežinka HS102                         | NH 133                                 | Marita Kramer       | Sara Takanaši | Nika Križnar        | Sara Takanaši | [ 52 ] |
| 164                                                                    | 13                                     | 28. marec 2021                         | Čajkovski                              | Snežinka HS140                         | LH 031                                 | Marita Kramer       | Silje Opseth  | Nika Križnar        | Nika Križnar  | [ 53 ] |
| 2 Ruska turneja skupno (19.–28. marec)                                 | 2 Ruska turneja skupno (19.–28. marec) | 2 Ruska turneja skupno (19.–28. marec) | 2 Ruska turneja skupno (19.–28. marec) | 2 Ruska turneja skupno (19.–28. marec) | 2 Ruska turneja skupno (19.–28. marec) | Marita Kramer       | Sara Takanaši | Nika Križnar        |               | [ 54 ] |

#### Ekipne tekme
| Št.sk.                                                                 | Št.sz. | Datum           | Prizorišče        | Skakalnica                  | Št.    | Zmagovalke                                                                        | Druge                                                                      | Tretje                                                                         | Rumena majica                                                   | Vir    |
| ---------------------------------------------------------------------- | ------ | --------------- | ----------------- | --------------------------- | ------ | --------------------------------------------------------------------------------- | -------------------------------------------------------------------------- | ------------------------------------------------------------------------------ | --------------------------------------------------------------- | ------ |
| 7                                                                      | 1      | 23. januar 2021 | Ljubno ob Savinji | Skakalni center Savina HS94 | NH 007 | SlovenijaEma Klinec Špela Rogelj Urša Bogataj Nika Križnar                        | NorveškaEirin Maria Kvandal Thea Minyan Bjørseth Silje Opseth Maren Lundby | AvstrijaDaniela Iraschko-Stolz · Lisa Eder · Chiara Hölzl · Marita Kramer ·    | Slovenija                                                       | [ 55 ] |
| Svetovno prvenstvo v nordijskem smučanju 2021 (22. februar – 7. marec) |        |                 |                   |                             |        |                                                                                   |                                                                            |                                                                                |                                                                 |        |
|                                                                        |        | 27. marec 2021  | Čajkovski         | Snežinka HS102              | NH cnx | Odpovedano zaradi močnega vetra. Prestavljeno na 28. marec 2021                   | Odpovedano zaradi močnega vetra. Prestavljeno na 28. marec 2021            | Odpovedano zaradi močnega vetra. Prestavljeno na 28. marec 2021                | Odpovedano zaradi močnega vetra. Prestavljeno na 28. marec 2021 |        |
| 8                                                                      | 2      | 28. marec 2021  | Čajkovski         | Snežinka HS102              | NH 008 | AvstrijaDaniela Iraschko-Stolz · Sophie Sorschag · Chiara Hölzl · Marita Kramer · | SlovenijaŠpela Rogelj Katra Komar Urša Bogataj Nika Križnar                | NemčijaKatharina Althaus · Juliane Seyfarth · Luisa Görlich · Anna Rupprecht · | Avstrija                                                        | [ 56 ] |

### Razvrstitve
| Uvr. | po 13 tekmah           | Točke |
| ---- | ---------------------- | ----- |
|      | Nika Križnar           | 871   |
| 2    | Sara Takanaši          | 862   |
| 3    | Marita Kramer          | 860   |
| 4    | Silje Opseth           | 692   |
| 5    | Daniela Iraschko-Stolz | 516   |
| 6    | Ema Klinec             | 492   |
| 7    | Irina Avvakumova       | 349   |
| 8    | Maren Lundby           | 338   |
| 9    | Katharina Althaus      | 316   |
| 10   | Chiara Hölzl           | 308   |

| Uvr. | po 16 tekmah | Točke |
| ---- | ------------ | ----- |
|      | Avstrija     | 3053  |
| 2    | Slovenija    | 2833  |
| 3    | Norveška     | 2480  |
| 4    | Japonska     | 2050  |
| 5    | Nemčija      | 1408  |
| 6    | Rusija       | 948   |
| 7    | Francija     | 448   |
| 8    | Češka        | 181   |
| 9    | Italija      | 156   |
| 10   | Poljska      | 110   |

| Uvr. | po 17 nagradah         | CHF    |
| ---- | ---------------------- | ------ |
| 1    | Nika Križnar           | 44.848 |
| 2    | Marita Kramer          | 44.430 |
| 3    | Sara Takanaši          | 39.756 |
| 4    | Silje Opseth           | 36.432 |
| 5    | Daniela Iraschko-Stolz | 27.358 |
| 6    | Ema Klinec             | 25.354 |
| 7    | Maren Lundby           | 20.999 |
| 8    | Chiara Hölzl           | 13.346 |
| 9    | Irina Avvakumova       | 12.863 |
| 10   | Katharina Althaus      | 12.258 |

| \| Uvr. \| po 4 tekmah \| Točke \| \| ---- \| ---------------------- \| ----- \| \| 1 \| Marita Kramer \| 869,4 \| \| 2 \| Sara Takanaši \| 798,3 \| \| 3 \| Nika Križnar \| 789,2 \| \| 4 \| Silje Opseth \| 778,9 \| \| 5 \| Daniela Iraschko-Stolz \| 740,9 \| \| 6 \| Chiara Hölzl \| 732,4 \| \| 7 \| Irina Avvakumova \| 720,9 \| \| 8 \| Katharina Althaus \| 720,1 \| \| 9 \| Thea Minyan Bjørseth \| 701,3 \| \| 10 \| Ema Klinec \| 696,9 \| |                        |       |
| Uvr. | po 4 tekmah            | Točke |
| 1 | Marita Kramer          | 869,4 |
| 2 | Sara Takanaši          | 798,3 |
| 3 | Nika Križnar           | 789,2 |
| 4 | Silje Opseth           | 778,9 |
| 5 | Daniela Iraschko-Stolz | 740,9 |
| 6 | Chiara Hölzl           | 732,4 |
| 7 | Irina Avvakumova       | 720,9 |
| 8 | Katharina Althaus      | 720,1 |
| 9 | Thea Minyan Bjørseth   | 701,3 |
| 10 | Ema Klinec             | 696,9 |

## Mešane ekipne tekme
| Št.sk.                                                                 | Št.sz. | Datum            | Prizorišče | Skakalnica                       | Št.    | Zmagovalci                                                                 | Drugi                                                  | Tretji                                                                                | Rumena majica                       | Vir    |
| ---------------------------------------------------------------------- | ------ | ---------------- | ---------- | -------------------------------- | ------ | -------------------------------------------------------------------------- | ------------------------------------------------------ | ------------------------------------------------------------------------------------- | ----------------------------------- | ------ |
| 3                                                                      | 1      | 20. februar 2021 | Râșnov     | Trambulina Valea Cărbunării HS97 | NH 003 | NorveškaMaren Lundby Daniel-André Tande Silje Opseth Halvor Egner Granerud | SlovenijaNika Križnar Cene Prevc Ema Klinec Žiga Jelar | AvstrijaEva Pinkelnig · Daniel Tschofenig · Daniela Iraschko-Stolz · Manuel Fettner · | Norveška (moški) Slovenija (ženske) | [ 60 ] |
| Svetovno prvenstvo v nordijskem smučanju 2021 (22. februar – 7. marec) |        |                  |            |                                  |        |                                                                            |                                                        |                                                                                       |                                     |        |

## Upokojitve
Naslednji skakalci in skakalke iz svetovnega pokala so se upokojili v ali po sezoni 2020/21:
| Moški - Paul Brasme - Jernej Damjan - Tim Fuchs - Tjaš Grilc - Rok Justin - Choi Seou - Gregor Schlierenzauer - Vojtěch Štursa - Dmitrij Vasiljev - Paul Winter | Ženske - Sarah Hendrickson - Léa Lemare |